# Malampaka
Malampaka è una circoscrizione mista (mixed ward) della Tanzania situata nel distretto di Maswa, regione del Simiyu. Conta una popolazione di 16 445 abitanti (censimento 2012).